# ジョン・フィッチ (発明家)

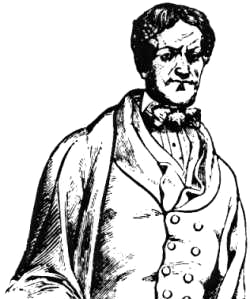
ジョン・フィッチ

ジョン・フィッチ（John Fitch、1743年1月21日 - 1798年7月2日）は、アメリカの発明家、時計職人、青銅細工師。
アメリカ合衆国初の蒸気船を作ったことで知られている。また、初の実動する鉄道用蒸気機関車も作った。また、彼がジョージ・ワシントンやベンジャミン・フランクリンらを訪問し、自身の蒸気船の特許を合衆国の特許にしたいと申し出たことがきっかけとなり、合衆国建国直後に特許庁が組織されることになった。
米国連邦議会議事堂には、コンスタンティノ・ブルミディが描いたフィッチのフレスコ画があり、フィッチが自身の蒸気船の模型をいじっている様子が描かれている。ワシントン、フランクリンなど歴史的人物の書簡には、フィッチについて触れているものがある。

## 生い立ち
コネチカット植民地ウィンザーの農場で生まれた。正式な教育はほとんど受けず、時計職人に弟子入りする。ハートフォードで時計職人として修行した後、真鍮鋳造工場を開設したが失敗し、トレントンで真鍮および銀細工師として一時期成功を収めたが、アメリカ独立の動きが始まるとそれも吹き飛んだ。
その間は大陸軍に参加し、後にトレントンに戻って銃工場を立ち上げた。また、大陸軍にビールとタバコを売って大金を稼いだ。1780年、ケンタッキーで測量師として働き始め、自らも1,600エーカー（6km2）の土地の権利を主張している。その後、北西部領土で測量中にインディアンに捕まり、物々交換でイギリス人に引き渡され、解放された。

## 蒸気船
1785年、測量士を辞めてペンシルベニア州に移り住み、以前から温めていた蒸気船のアイデアを実現する作業にとりかかった。連合会議からは資金を得られなかったが、複数の州議会に働きかけて、それらの州の内陸水路での蒸気船運航を14年間独占する権利を得た。この独占権を得たことで、フィラデルフィアの実業家のグループから資金を得ることができた。
フィッチはイギリスの蒸気機関の図面を見たことがあったが、高価すぎて購入できないため、自前で作る必要があった。いくつか模型を作って実験に成功すると、時計職人ヘンリー・ヴォイトの助けを得て全長14mの蒸気船を建造した。

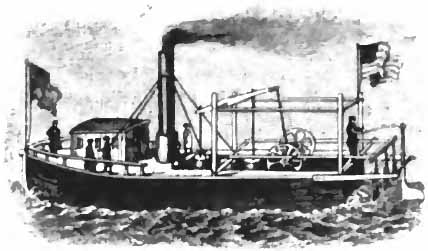
1790年4月にフィッチが設計・建造した蒸気船。旅客輸送に実際に使われた。

1787年8月22日、デラウェア川で航行試験を行い、フィラデルフィア憲法制定会議の代表が見ている前で成功した。推進方式は船の両側に設置したオールである。翌年には全長18mのオール推進方式の蒸気船を進水させた。オールの漕ぎ方はアヒルが泳ぐときの足のような動きだった。この船を使い、乗客30名を乗せてフィラデルフィアとニュージャージー州バーリントンの間を何度も往復した。
似たような発明をしていた James Rumsey との戦いを経て、1791年8月26日に特許を取得したが、新たに設立された特許委員会はフィッチが望んだような広範囲な独占的特許権を認めず、現代の特許と同様にフィッチの蒸気船の新しい部分だけを特許とした。Rumsey と John Stevens もそれぞれの蒸気船について特許を得ている。独占を失ったことからフィッチの出資者は続々と手を引いていった。フィッチは蒸気船の機構では成功したものの、その建造と運用のコストにあまり注意を払わず、蒸気船では利益を上げられなかった。
数十年後、ロバート・フルトンがフィッチのアイデアを借用して利益を上げることになる。フルトンは後援者のロバート・リビングストンの大きな影響力によってニューヨーク州で独占を達成できたが、蒸気船についてアメリカでの特許を中々取得できなかった。これは、フィッチの仲間だったウィリアム・ソーントンが特許局の局員となり、フルトンを敵視したのが主な原因である。フィッチはフランスでも同じ年に特許を取得している。このためヨーロッパでは蒸気船の発明と開発に関しては、フルトンよりもフィッチの方が有名である。

## 蒸気機関車
フィッチは1780年代に鉄道用蒸気機関車を発明し、フィラデルフィアのジョージ・ワシントン大統領と政府の面々の前で小型模型のデモンストレーションを披露した。この模型は今も Ohio Historical Society Museum にある。彼は実用可能な大きさの蒸気機関車を製作するための資金を得ようとしたが、政府は興味を持たず、その蒸気機関車はすぐに忘れ去られた。
1802年、イギリス人リチャード・トレビシックが1804年に乗車可能な蒸気機関車を発明し、世界初の機関車で鉄道車両を牽引してみせ、それをきっかけとして鉄道が急速に発展することになった。そのころアメリカではフィッチの発明は忘れ去られており、イギリスから蒸気機関車を輸入し、複製することになった。

## 記念碑など
フィッチの記念碑はケンタッキー州バーズタウンの Courthouse Square にあり、フィッチの最初の蒸気船のレプリカもある。なお、フィッチはこのバーズタウンで服毒自殺した。ペンシルベニア州ウォーミンスター郡区にも記念碑がある。この町はフィッチが蒸気機関を使った乗り物を最初に思いついた場所と言われている。
1934年、コネチカット州ウィンザーに John Fitch High School が創設された。1950年代には小学校に変わっている。1990年代には住宅に改造されたが、その正面にはフィッチの名と肖像がいまだに刻まれており、アメリカ合衆国国家歴史登録財となっている。ペンシルベニア州レヴィットタウンにも John Fitch Elementary School がある。